# San Miguel de Velasco

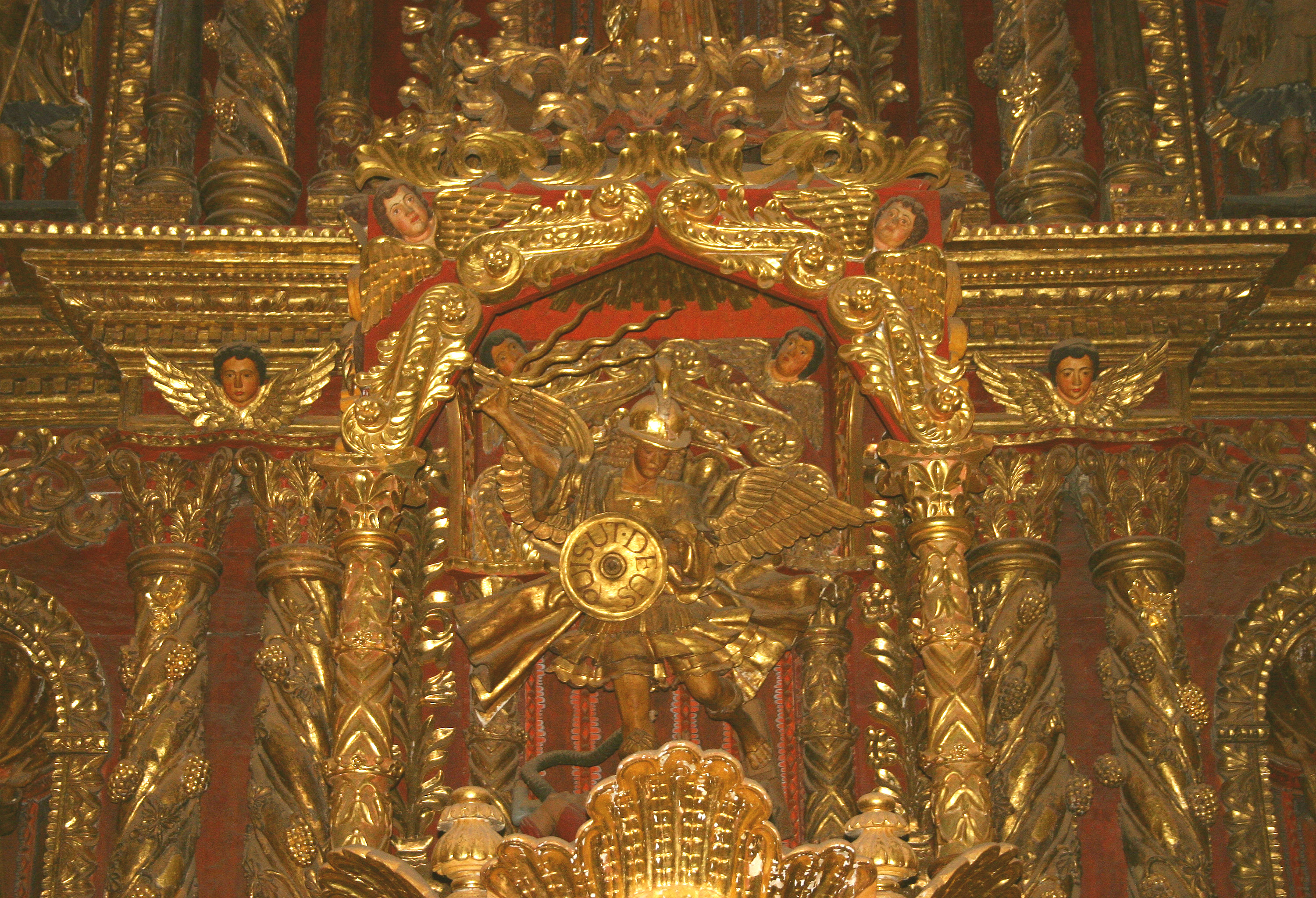
Altarretabel in der Kirche von San Miguel de Velasco

San Miguel de Velasco ist eine Ortschaft im Departamento Santa Cruz im südamerikanischen Anden-Staat Bolivien.

## Lage im Nahraum
San Miguel de Velasco ist – zusammen mit dem zentralen Ort San Miguel – Teil des Vizekanton San Miguel im Municipio San Miguel in der Provinz José Miguel de Velasco. San Miguel de Velasco liegt auf einer Höhe von 471 m in der Region Chiquitania, einer streckenweise noch unberührten Landschaft zwischen Santa Cruz und der brasilianischen Grenze.

## Geographie
San Miguel de Velasco liegt im bolivianischen Tiefland im semi-humides Klima der warmen Tropen.

Die monatlichen Durchschnittstemperaturen schwanken im Jahresverlauf nur geringfügig zwischen 20,8 °C im Juni und 26,8 °C im Oktober, wobei sie zwischen September und März fast konstant um 26 °C liegen. Das Temperatur-Jahresmittel beträgt 24,5 °. (siehe Klimadiagramm San Ignacio de Velasco)
Die jährliche Niederschlagsmenge liegt im langjährigen Mittel bei 1257 mm. Drei Viertel des Niederschlags fallen in der Regenzeit von November bis März, während in der Trockenzeit in den ariden Monaten Juni, Juli und August kaum je 30 mm pro Monat fallen.

## Verkehrsnetz
San Miguel de Velasco liegt in nordöstlicher Richtung 435 Straßenkilometer von Santa Cruz entfernt, der Hauptstadt des Departamentos.
Von Santa Cruz aus führt die asphaltierte Nationalstraße Ruta 4 über 57 Kilometer in nördlicher Richtung über Warnes nach Montero. Hier trifft sie auf die Ruta 10, die über eine Strecke von 279 Kilometern nach Osten führt und die Ortschaften San Ramón, San Javier und Santa Rosa de Roca als Asphaltstraße durchquert. Auf den restlichen 60 Kilometern bis zur Provinzhauptstadt San Ignacio de Velasco ist die Straße unbefestigt, ebenso auf ihrem 310 Kilometer langen weiteren Weg nach Osten entlang der brasilianischen Grenze über San Vicente de la Frontera nach San Matías und weiter in die brasilianische Stadt Cáceres.
Von San Ignacio aus nach Süden führt die Nationalstraße Ruta 17 in südlicher Richtung und erreicht nach 38 Kilometern San Miguel de Velasco. Die Straße führt dann weiter in südöstlicher Richtung nach San Rafael und San José de Chiquitos, von dort weiter über die Ruta 4 in südlicher Richtung nach Roboré und Puerto Suárez.

## Bevölkerung
Die Einwohnerzahl der Ortschaft hat sich in den vergangenen beiden Jahrzehnten wenig verändert:
| Jahr | Einwohner         | Quelle       |
| ---- | ----------------- | ------------ |
| 1992 | keine Detaildaten | Volkszählung |
| 2001 | 977               | Volkszählung |
| 2012 | 880               | Volkszählung |
| 2024 |                   | Volkszählung |